# Hörmannser See
Der Hörmannser See ist ein teichartiger See in Hörmanns bei Weitra in der Marktgemeinde Großdietmanns in Niederösterreich.
Der rund sechs Hektar große See liegt am südlichen Ortsrand von Hörmanns. Er wird durch mehrere Quellen und Drainagezuflüsse gespeist und entwässert in den Hörmannser Bach, der bei Dietmanns in die Lainsitz mündet. Südlich des Hörmannser Sees fließt auch der Albrechtsbach vorüber. Der Hörmannser See wird heute überwiegend zur Fischzucht genutzt.